# AK6
AK6 (англ. Adenylate kinase 6) – білок, який кодується однойменним геном, розташованим у людей на 5-й хромосомі. Довжина поліпептидного ланцюга білка становить 172 амінокислот, а молекулярна маса — 20 061.
| 10         |  | 20         |  | 30         |  | 40         |  | 50         |
| ---------- |  | ---------- |  | ---------- |  | ---------- |  | ---------- |
| MLLPNILLTG |  | TPGVGKTTLG |  | KELASKSGLK |  | YINVGDLARE |  | EQLYDGYDEE |
| YDCPILDEDR |  | VVDELDNQMR |  | EGGVIVDYHG |  | CDFFPERWFH |  | IVFVLRTDTN |
| VLYERLETRG |  | YNEKKLTDNI |  | QCEIFQVLYE |  | EATASYKEEI |  | VHQLPSNKPE |
| ELENNVDQIL |  | KWIEQWIKDH |  | NS         |  |            |  |            |

A: Аланін

C: Цистеїн

D: Аспарагінова кислота

E: Глутамінова кислота

F: Фенілаланін

G: Гліцин

H: Гістидин

I: Ізолейцин

K: Лізин

L: Лейцин

M: Метіонін

N: Аспарагін

P: Пролін

Q: Глутамін

R: Аргінін

S: Серин

T: Треонін

V: Валін

W: Триптофан

Кодований геном білок за функціями належить до трансфераз, кіназ. 
Задіяний у такому біологічному процесі, як альтернативний сплайсинг. 
Білок має сайт для зв'язування з АТФ, нуклеотидами. 
Локалізований у ядрі.